# 恩西纳索拉
恩西纳索拉，是西班牙安达卢西亚自治区韦尔瓦省的一个市镇。总面积178平方公里，总人口1755人（2001年），人口密度10人/平方公里。